# بت‌شکن (فیلم)
بت‌شکن فیلمی به نویسندگی و کارگردانی شاپور قریب، به تهیه‌کنندگی رضا نورسته‌فر محصول «سازمان سینمایی پاناسیت» در سال ۱۳۵۵ خورشیدی است. فیلمنامه این فیلم با طرحی از سیروس الوند نوشته شد.

## خلاصه فیلم
علی با نقشه جعفر چند مستخدم را وامی‌دارد تا در خانه اربابشان دست به دزدی بزنند. علی با دختر ممتول که با پدر بزرگش زندگی می‌کند، آشنا می‌شود. او پس از مرافعه با جعفر و دوستانش تصمیم می‌گیرد به خانه دختر دستبرد بزند اما از اجرای نقشه خودداری می‌کند و عاشق دختر می‌شود. جعفر با دوستانش به تعقیب آنها می‌پردازد و با تهدید دختر به مرگ علی را وادار به همکاری می‌کند. علی رودر روی جعفر می‌ایستد و جعفر را می‌کشد و خودش هم زخمی بدست ژاندرام‌ها می‌افتد .

## بازیگران
اسامی بازیگران فیلم بت‌شکن به شکل* و ترتیب نمایش در عنوان‌بندی آغازین فیلم  :
1. بهروز وثوقی به نقش علی تعارفی
2. جمشید مشایخی
3. عنایت‌الله بخشی به نقش جعفر
4. محمد عبادی
5. هنگامه
6. ملیحه نصیری
7. [رضا] حاجیان به نقش همدست جعفر
8. [عباس] مختاری
9. طاطایی
10. [فرهاد] حمیدی
11. [حسین] شهاب به نقش همدست جعفر
12. قاسم نمکی
13. نگین به نقش دختر مرد متمول (عنوان: با معرفی چهره جدید)
14. غلام ژاپنی (غلامحسین میرزایی) (در تیتراژ نیامده است)

* توضیح: اسامی داخل کروشه یا پرانتز در عنوان بندی و یا پوستر درج نشده‌اند.

## نمایش فیلم
فیلم بت‌شکن برای بار نخست در تاریخ چهارشنبه ۳۱ شهریور سال ۱۳۵۵ در ۱۰ سینما در تهران و شهرستانها به نمایش درآمد . این فیلم جایگزین فیلم حماسه یک قهرمان محصول کشور ترکیه در گروه سینمایی اونیورسال شد.
سینماهای نمایش‌دهنده فیلم در تهران، در گروه سینمایی اونیورسال شامل ۱۰ سینمای اونیورسال، پاسیفیک، ایران، ساینا، تیسفون، رنگین‌کمان، موناکو، پرسپولیس، کارون و دریا بودند.
سینماهای نمایش‌دهنده در شهرستانها شامل نقش جهان و ماياك در اصفهان، ایران، خورشید، متروپل در آبادان، آپادانا در اهواز، کریستال و آریا در تبریز، مترویل، کریستال و سعدی در مشهد، کوروش در رشت، شهر فرنگ در کرمانشاه، پارس و سعدی در شیراز، گل سرخ در بندر‌پهلوی، خیام در قزوین، مهتاب در گرگان، تاج در همدان، کریستال و نیاگارا در رضائیه، مولن روز در زنجان، داریوش در بابل، سپهر در ساری، مهتاب در یزد، شهر‌سبز در بروجرد، رنگین کمان در خرم‌آباد، بیتا در کاشان، آپادانا در دزفول بودند.
فیلم بت‌شکن، پس از سه هفته نمایش در تهران، در گروه سینمایی اونیورسال در تاریخ سه‌شنبه ۲۰ مهر ۱۳۵۵ جای خود را به فیلم ستیز (عزیزالله بهادری) داد .

## دیگر عوامل فیلم[۱][۲]
- دستیار کارگردان: رضا ظهیری
- مدیر تهیه: حمید افشار
- گریم: [عبدالله] اسکندری

گروه فیلمبرداری
- مدیر فیلمبرداری: خانی (مهدی اميرقاسم خانی)
- دستیار فیلم‌بردار: امیر سوسنگردی
- عکاس: [جعفر ] اکبری

گروه صدا
- سرپرست گویندگان: چنگیز جلیلوند
- صدابردار: احمد احدپور
- افکت: حسین بدیهی

گروه لابراتوار
- چاپ و لابراتوار: رضا کریمی
- دستیار لابراتوار: علی [عاطف] خرم
- تیتراژ: رضا عرفانی

امور فنی
- دستیاران فنی: غلامحسین میرزایی، علی رجبی، محمد علی مردانی
- امور فنی: استودیو فیلمکار

توضیح: اسامی داخل کروشه و پرانتز در عنوان بندی و یا پوستر درج نشده‌اند.

## گروه موسیقی[۱]
- بابک بیات: آهنگساز و تنظیم‌کننده ترانه و متن فیلم
- ایرج جنتی عطایی: ترانه‌سرا
- ابی: خواننده

ترانه سبد با صدای ابی در عنوان‌بندی آغازین فیلم بت‌شکن اجرا می‌شود.